# Pharmacoepidemiology and Drug Safety
Pharmacoepidemiology and Drug Safety, abgekürzt Pharmacoepidemiol. Drug Saf., ist eine wissenschaftliche Fachzeitschrift, die vom Wiley-Blackwell-Verlag veröffentlicht wird. Die Zeitschrift ist ein offizielles Publikationsorgan der International Society for Pharmacoepidemiology. Sie erscheint mit zwölf Ausgaben im Jahr. Es werden Arbeiten veröffentlicht, die sich mit dem Gebiet der Pharmakoepidemiologie und Arzneimittelsicherheit beschäftigen.
Der Impact Factor lag im Jahr 2014 bei 2,939. Nach der Statistik des ISI Web of Knowledge wird das Journal mit diesem Impact Factor in der Kategorie Pharmakologie und Pharmazie an 86. Stelle von 254 Zeitschriften geführt.